# Molly (zoologia)

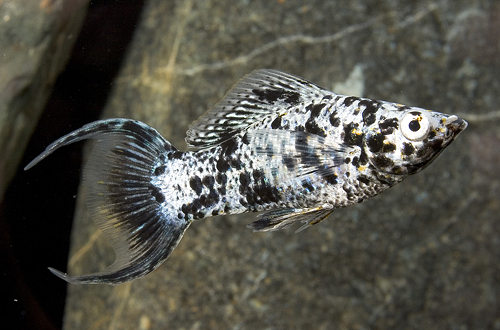
Lyretail Marble Molly

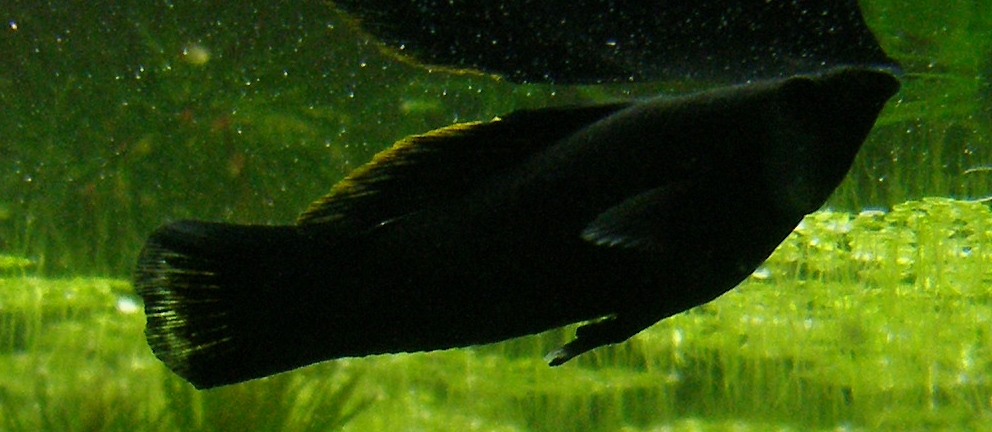
Black Molly, Poecilia sphenops

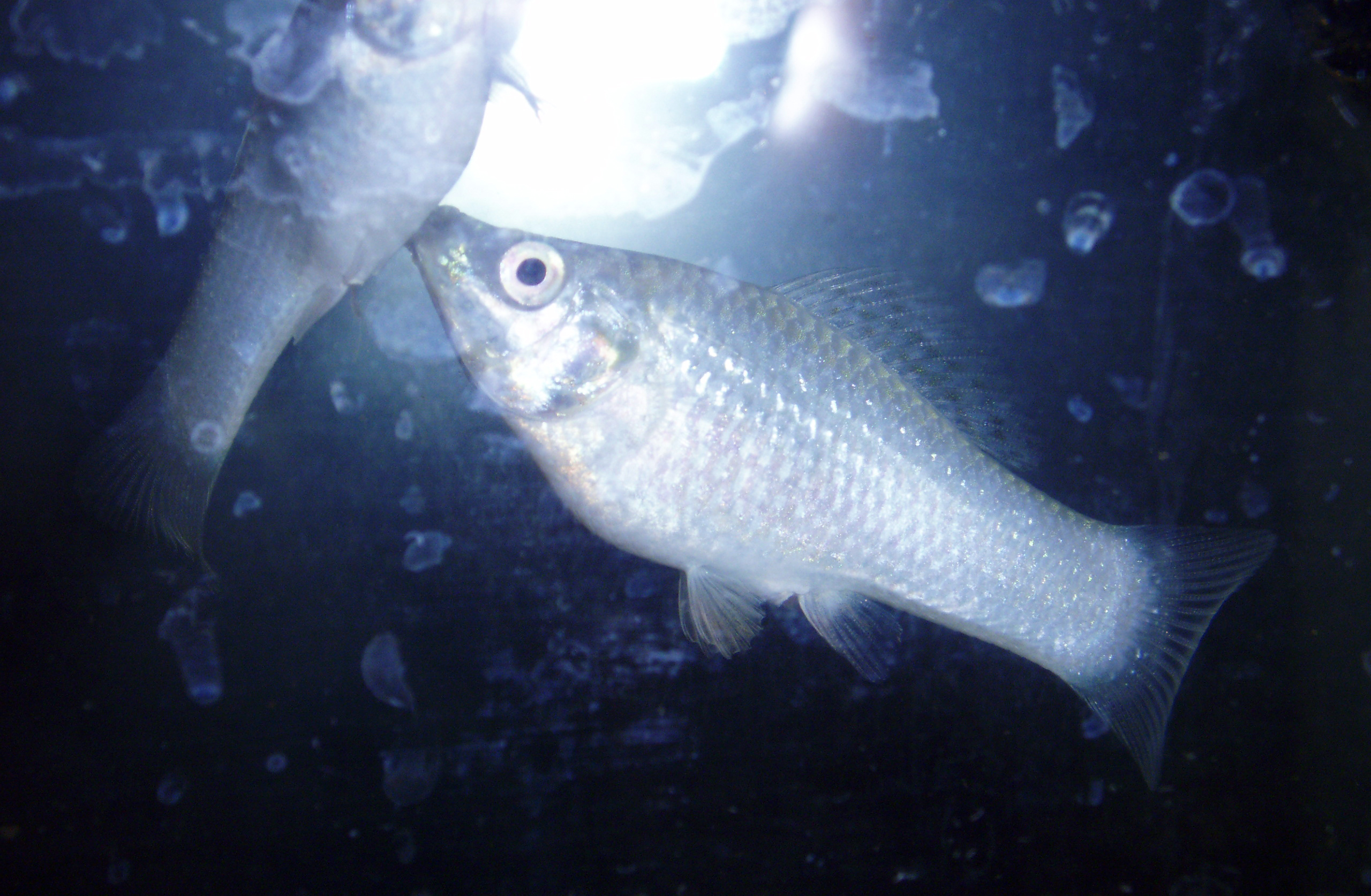
Silver Molly, Poecilia sphenops

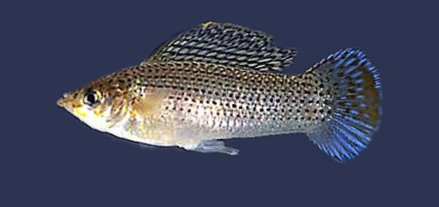
Poecilia latipinna

Molly è il nome usato principalmente nel mondo anglosassone per indicare alcune specie di Pecilidi, dalle simili caratteristiche, in vendita nei negozi di acquariofilia.

## Le specie di Molly
Il nome deriva dal genere Mollienisia ormai non più usato, che indicava le specie:
- Mollienisia caucana  Poecilia caucana
- Mollienisia latipinna Poecilia latipinna
- Mollienisia sphenops  Poecilia sphenops

Quest'ultima, con Poecilia mexicana presenta una varietà melanica conosciuta come Black Molly ed è spesso indicata come la vera Molly.
Il soprannome Molly si è poi esteso a molte delle specie del genere Poecilia:
- Pamphorichthys minor, 	Mini-molly (l'unica specie non appartenente al genere Poecilia)
- Poecilia butleri,	        Molly pacifica
- Poecilia catemaconis,  	Molly Catemaco
- Poecilia chica, 	 	Molly nana
- Poecilia elegans, 	 	Molly elegante
- Poecilia formosa, 	 	Molly delle amazzoni
- Poecilia hispaniolana,  	Molly hispaniola
- Poecilia latipinna, 	 	Molly dalle pinne a velo
- Poecilia latipunctata, 	Molly macchiata
- Poecilia maylandi, 	 	Molly Balsas
- Poecilia mexicana, 		Molly a pinne corte, Molly
- Poecilia orri, 	 	Molly delle mangrovie
- Poecilia petenensis,	 	Molly peten
- Poecilia sphenops,	        Molly
- Poecilia sulphuraria,  	Molly sulfurea
- Poecilia teresae, 		Molly di montagna
- Poecilia velifera, 	 	Molly velifera

In Italia solo alcune specie sono conosciute con questo nome (P. mexicana, P. sphenops, P. latipinna e P. velifera) le altre non sono nemmeno commercializzate.

## La selezione umana

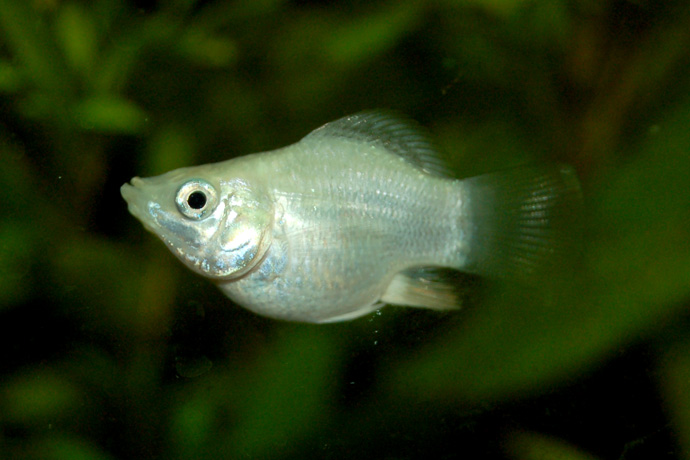
Una femmina di Molly balloon

La selezione operata dall'uomo ha permesso di creare numerosissime varietà di queste specie, apportando cambiamenti nella colorazione ma anche nella fisionomia stessa. 

Un esempio è la varietà chiamata "Molly Balloon", dal corpo tozzo, ventre gonfio e piccole dimensioni. 

Alcuni ritengono questa varietà una forzatura e un inutile accanimento umano sulla natura, ma questi pesci sono normalmente commercializzati e venduti senza particolari remore dai negozianti.